# Avitta dinawa
Avitta dinawa là một loài bướm đêm trong họ Noctuidae.